# Politiezone Heist
De Politiezone Heist (zonenummer 5362) is een Belgische politiezone bestaande uit de gemeente Heist-op-den-Berg. De politiezone behoort tot het gerechtelijk arrondissement Antwerpen.
De zone wordt geleid door korpschef Eva Tolleneer.
Het commissariaat van de politiezone is gelegen aan de Kloosterstraat 1.